# Almut Gitter Jones
Pour les articles homonymes, voir Jones.
Almut Gitter Jones (8 septembre 1923 - 12 octobre 2013) est une botaniste, mycologue et taxonomiste végétale germano-américaine connue pour ses travaux de recherche sur le genre Aster, ainsi que pour son travail de conservatrice de l'herbier de l'université de l'Illinois.

## Biographie
Almut Jones est née Almut Gitter à Oldenbourg, d'Alfred et Emma (née Eickhorst) Gitter. Elle épouse son collègue botaniste George Neville Almut Jones à Urbana, Illinois en 1958, ville où elle décède.
Elle a décrit plus de cinquante espèces,,, et le genre Almutaster de la famille des asteraceae est nommé en son honneur en 1982. L'abréviation standard de l'autrice A. G. Jones est utilisée pour indiquer que cette personne est l'autrice lorsqu'elle cite un nom botanique.

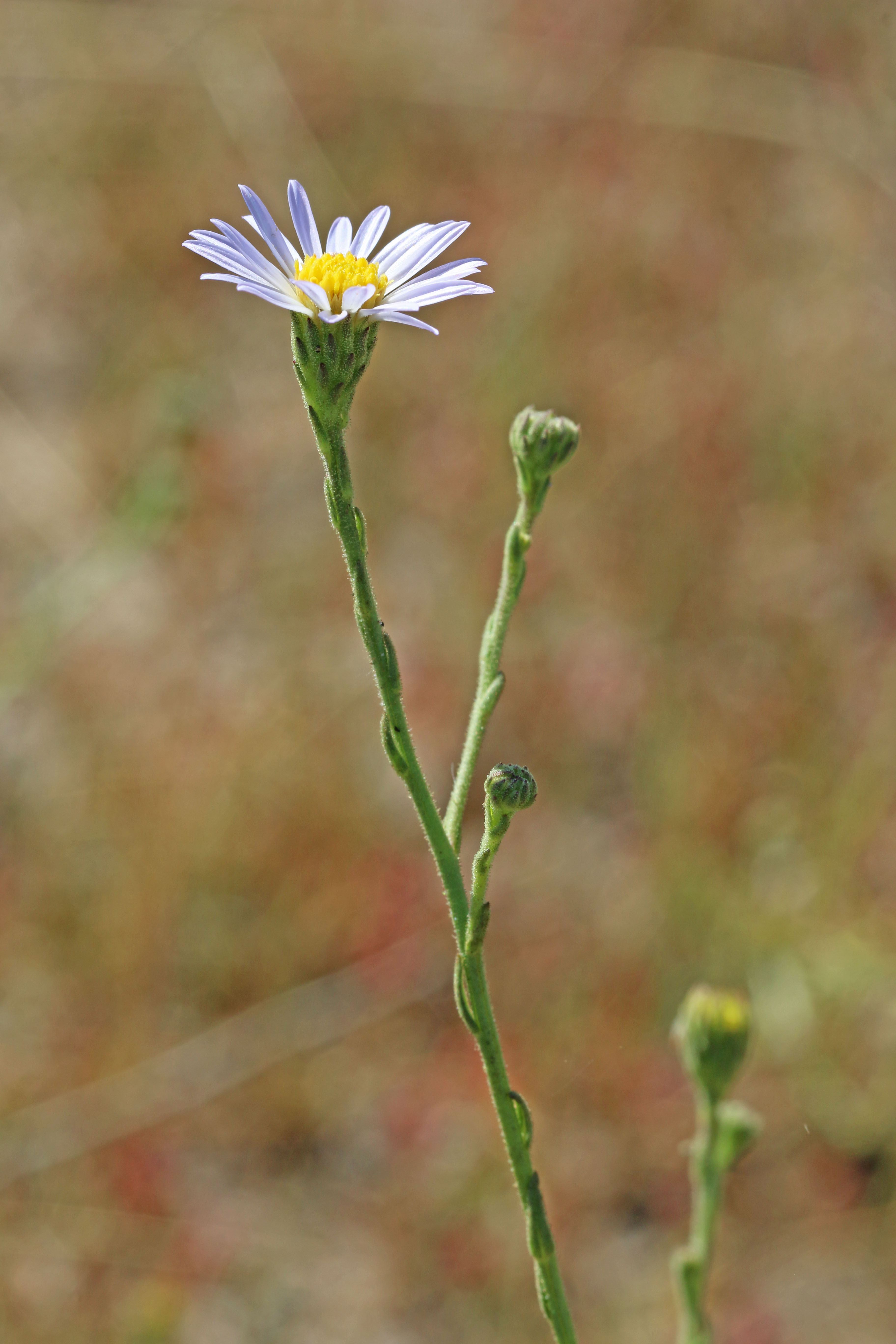
Almutaster pauciflorus, Utah Lake Wetland Preserve près de Goshen, Utah County, Utah. Le genre monotypique Almutaster est nommé pour Jones en 1982.